# Utroja
Utroja (lotyšsky Rītupe, rusky Утроя) je řeka v Lotyšsku a v Pskovské oblasti Ruska. Je 176 km dlouhá (z toho 56 km v Lotyšsku). Povodí má rozlohu 3000 km².

## Průběh toku
Odtéká z jezera Meirāni a protéká přes několik dalších jezer. Je to levý přítok řeky Velikaja (povodí Narvy).

## Vodní režim
Zdroj vody je smíšený s převahou sněhového. Průměrný roční průtok vody ve vzdálenosti 11 km od ústí činí 17,2 m³/s. Zamrzá v listopadu až na začátku ledna a rozmrzá na konci března nebo na začátku dubna.

## Osídlení
Na řece leží města Kārsava (Lotyšsko) a Pytalovo (Rusko).